# Pontils
Pontils település Spanyolországban, Tarragona tartományban. Pontils Bellprat, Santa Maria de Miralles, Querol, El Pont d’Armentera, Sarral, Tarragona és Les Piles községekkel határos. Lakosainak száma 123 fő (2024).

## Népesség
A település népessége az elmúlt években az alábbi módon változott:
| Lakosok száma | 362  | 849  | 434  | 194  | 123  | 138  | 147  | 123  | 117  | 123  |
|               | 1717 | 1887 | 1936 | 1960 | 1986 | 2004 | 2009 | 2014 | 2019 | 2024 |